# Bayesova statistika
Bayesova statistika je teorija v statistiki, ki temelji na Bayesovi interpretaciji verjetnosti, kjer verjetnost izraža stopinjo zaupanja v dogodku. Stopinje zaupanja lahko temeljijo na predhodnem znanju o dogodku, kot so rezultati prejšnjih eksperimentov ali na osebnih prepričanjih o dogodku. To se razlikuje od drugih interpretacij verjetnosti, kot je frekventistična interpretacija, ki vidi verjetnost kot limito relativne pogostosti dogodka po veliko poskusih.
Ko dobijo nove podatke, Bayesove statistične metode uporabljajo Bayesov izrek za računanje in posodabljanje verjetnosti. Bayesov izrek opisuje pogojno verjetnost dogodka na podlagi podatkov in predhodnih informacij ali prepričanj o dogodku ali pogojih, povezanih z dogodkom. Na primer, v bayesianskem sklepanju lahko Bayesov izrek uporabimo za ocenjevanje parametrov verjetnostne porazdelitve ali statističnega modela. Ker Bayesova statistika obravnava verjetnost kot stopinjo prepričanja, lahko Bayesov izrek neposredno določi verjetnostno porazdelitev ki kvantificira prepričanje parametru ali setu parametrov.
Bayesova statistika je poimenovana po Thomasu Bayesu, ki je formuliral specifičen primer Bayesovega izreka v članku, objavljenem leta 1763. Pierre-Simon Laplace je v več člankih med koncem 18. in začetkom 19. stoletja razvil Bayesovo interpretacijo verjetnosti. Laplace je uporabljal metode, ki bi danes veljale za bayesianske, za reševanje več statističnih problemov. Veliko bayesianskih metod so razvili poznejši avtorji, vendar izraz ni bil v široki rabi do 50. let 20. stoletja. V večini 20. stoletja je bilo veliko statistikov nenaklonjenih bayesianskim metodam zaradi filozofskih in praktičnih dejavnikov. Veliko Bbayesianskih metod je terjalo veliko računanja, večina metod, ki je bila v uporabi, pa je temeljila na frekventistični interpretaciji. Po pojavu zmogljivih računalnikov in novih algoritmov, kot je MCMC, so bayesianske metode v 21. stoletju prišlel v uporabo.

## Bayesov izrek
Bayesov izrek je v uporabi pri Bayesovih metodah za posodabljanje verjetnosti, ki so stopinje prepričanja, ko prejmemo nove podatke. Pri dveh danih dogodkih {\displaystyle A} in {\displaystyle B}, je pogojna verjetnost {\displaystyle A} pri tej od {\displaystyle B} izražena kot:
{\displaystyle P(A\mid B)={\frac {P(B\mid A)P(A)}{P(B)}}}
kjer {\displaystyle P(B)\neq 0}.